# Milicia de Missouri
La Milicia de Misuri es grupo paramilitar de origen civil, sin ánimo de lucro, con la intención de formar una organización de autodefensa en el estado de Misuri. La Milicia de Misuri no forma parte de la Guardia Nacional de los Estados Unidos la cual es la fuerza de defensa estatal para el estado de Misuri. Sus miembros fueron activos durante la administración del desastre después del tornado de Joplin del 2011.

## Organización
El grupo fue dividido en nueve unidades, cada una tiene habiendo su propio líder en cada célula. La Milicia de Misuri no es financiada por el gobierno federal o estatal, y los equipos usados por los miembros son. Los voluntarios tienen que adquirir sus uniformes propios y la mayoría, si no todo, de su equipamiento propio.
Porque muchos miembros son veteranos  quiénes tienen retuvieron sus rangos de sus días en servicio en las fuerzas armadas, la milicia tiene una estructura típica usadas en las milicias constitucionalistas. La formación es una parte importante en sus operaciones y ocurre continuamente. Usualmente entrenan en las áreas rurales del estado de Misuri.
Sus entrenamientos son esporádicos, y suelen poner énfasis en entrenamientos en primeros auxilios y reanimación cardiopulmonar. 
La milicia de Missouri usualmente usa uniformes militares estándares usados por el ejército, con insignias que coinciden estrechamente con las de su contraparte federal.l.